# Пфлуг, Роберт
Роберт Август Пфлуг (нем. Robert August Pflug; 1 мая 1832 — 30 ноября 1885) — лифляндский архитектор немецкого происхождения, действительный член Императорской академии художеств (1870).

## Биография
Родился в 1832 году в Петербурге в семье торговца Юлия Пфлуга. Учился в Петербургском технологическом институте (1846—1850) и в Императорской академии художеств.
В 1863 году переехал в Ригу. С 1869 до 1875 года преподавал в Рижском политехникуме.
Вместе с Янисом Фридрихом Бауманисом спроектировал Дом рыцарского собрания Лифляндии в Риге (ныне здание Сейма) в стиле флорентийского палаццо, руководил его строительством (1863—1867).
По проектам Пфлуга построено несколько православных церквей на территории Латвии, в том числе Христорождественский кафедральный собор в Риге, сооружённый в неовизантийском стиле.
Также его авторству принадлежат несколько жилых домов и «Красные амбары» в Риге (ныне квартал «Спикери»).

## Галерея

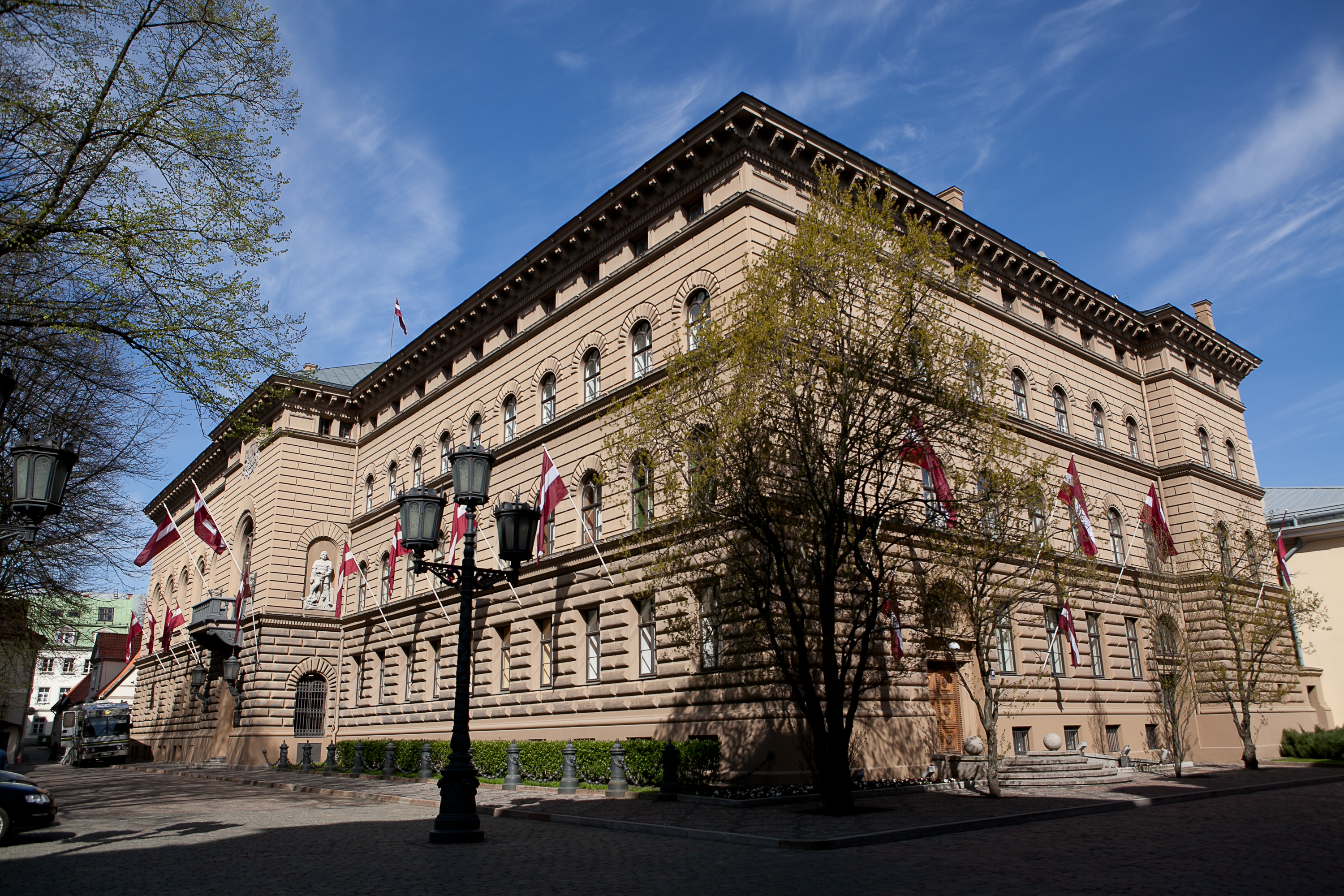
Здание Сейма Латвии (совместно с Я. Бауманисом).
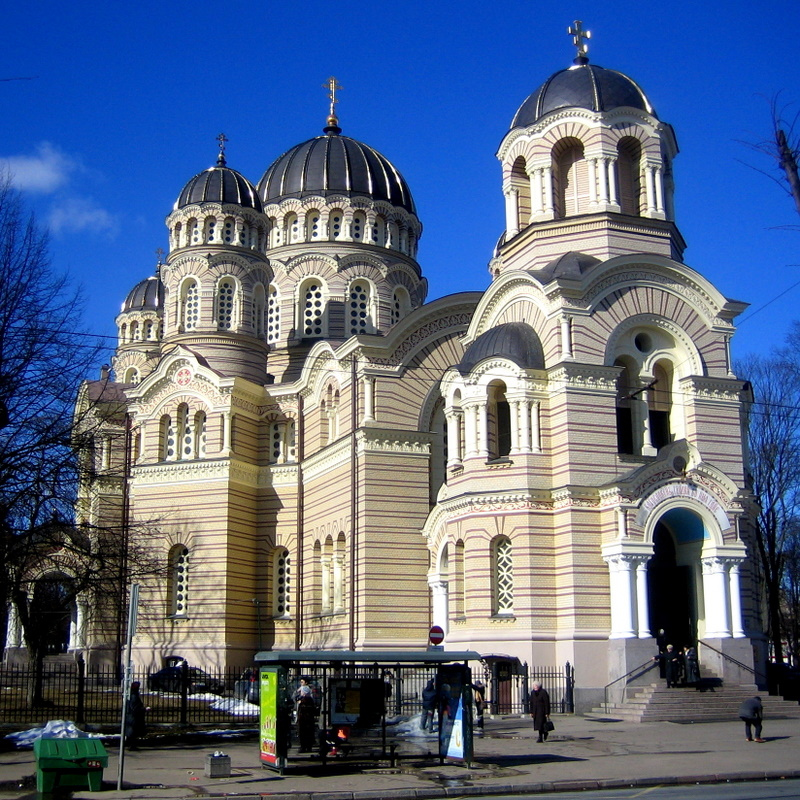
Христорождественский собор
«Красные амбары»